# En busca del paraíso
En busca del paraíso é uma telenovela mexicana, produzida pela Televisa e exibida em 1968 pelo Telesistema Mexicano.

## Elenco
- Guillermo Murray
- Jacqueline Andere
- Norma Herrera
- Miguel Macía